# 国道22号 (韩国)
国道22号，又称井邑－顺天线，是大韩民国的一条东西向国家级公路。路线西起全罗北道井邑市莲池洞（与地方道701号相连），途经光州广域市，东至全罗南道顺天市中央洞。其全线整体位于大韩民国西南部，全长约204.5千米，于1971年8月31日开始规划建设，于1981年8月17日开通部分路段。

## 主要途径城市

### 全罗北道
井邑市 - 高敞郡 - 灵光郡 - 咸平郡

### 光州广域市
光山区 - 西区 - 南区 - 东区

### 全罗南道
和顺郡 - 顺天市

## 主要途径道路
- 南海高速公路
- 务安光州高速公路
- 西海岸高速公路
- 湖南高速公路
- 国道1号
- 国道13号
- 国道15号
- 国道17号
- 国道18号（朝鲜语：국도 제18호선）
- 国道23号（朝鲜语：국도 제23호선）
- 国道24号
- 国道27号（朝鲜语：국도 제27호선）
- 国道29号
- 国道77号（朝鲜语：국도 제77호선）
- 15国家支援地方道15号（朝鲜语：국가지원지방도 제15호선）
- 49国家支援地方道49号（朝鲜语：국가지원지방도 제49호선）
- 55国家支援地方道55号（朝鲜语：국가지원지방도 제55호선）
- 60国家支援地方道60号（朝鲜语：국가지원지방도 제60호선）